# Saint-Martin-de-la-Place
Pour les articles homonymes, voir Saint-Martin.
Saint-Martin-de-la-Place est une ancienne commune française située dans le département de Maine-et-Loire en région Pays de la Loire. Le 1er janvier 2018, la commune forme avec Les Rosiers-sur-Loire et Gennes-Val de Loire la commune nouvelle de Gennes-Val-de-Loire.

## Géographie
Commune ligérienne de la vallée de l'Authion, Saint-Martin-de-la-Place se situe au sud de Saint-Clément-des-Levées, sur les routes D 952, Villebernier / Saint-Clément-des-Levées, et D 214, Longué-Jumelles.

## Toponymie
Durant la Révolution, la commune porte le nom d'Unité-sur-Loire.

## Histoire
Le village primitif de Saint-Martin-de-la-Place, nommé Platea ou Sancti Martini de Platea, était probablement situé en partie dans l'actuel lit de la Loire, près de l'endroit où se trouvait la première église paroissiale Saint-Martin.
Entre le XIIIe et le XVe siècle, un bras de Loire s'étant créé au nord de celle-ci, un pont en bois, dont les vestiges ont été repérés en 1989, dut être construit pour relier cette île à la rive droite du fleuve. Dès la construction de la levée, au XIIe siècle, l'habitat tendit à s'y regrouper ainsi que sur le chemin perpendiculaire à celle-ci, reliant Saint-Martin à Blou et Longué. Après l'abandon de l'église primitive ruinée par la Loire, la chapelle Saint-Étienne bâtie au XVIe siècle, au centre du village sur la levée, la remplaça et, au XVIIe siècle, prit rang d'église paroissiale, sous le vocable de Saint-Martin. Le village conserve des maisons des XVe, XVIe, XVIIe, XVIIIe et XIXe siècles.
La première mairie, construite en 1833, devenue trop petite, fut remplacée par une nouvelle, en 1858, élevée selon les plans de l'architecte Charles Joly-Leterme. Le presbytère fut reconstruit en 1865. Le cimetière, autrefois au pied de l'église, fut transféré sur la route de Longué en 1834 et agrandi en 1841 et 1979 : un monument aux morts de la guerre 1914-1918 y fut construit en 1929, par l'entreprise Delphin de Saumur. Le port fluvial, qui avait été refait en 1846, fut enseveli sous la levée de contournement du village construite en 1972.
Le 5 août 1944, le train de Langeais, un convoi de prisonniers politiques, se dirige vers Belfort. Ce jour-là, 18 prisonniers d'un wagon où se trouvaient des officiers américains et 3 correspondants de guerre français sautent du train en marche à Saint-Martin-de-la-Place. Parmi eux, Pierre Bourdan, journaliste, membre de l'équipe française de la BBC, qui avait été fait prisonnier dans la banlieue de Rennes.

## Politique et administration

### Administration municipale

#### Administration actuelle
Depuis le 1er janvier 2018, Saint-Martin-de-la-Place constitue une commune déléguée au sein de la commune nouvelle de Gennes-Val-de-Loire, et dispose d'un maire délégué.
| Période        | Période        | Identité          | Étiquette | Qualité |
| -------------- | -------------- | ----------------- | --------- | ------- |
| janvier 2018   | mai 2020       | Isabelle Devaux   |           |         |
| mai 2020       | septembre 2021 | Marie-Agnès Pihee |           |         |
| septembre 2021 |                | Patricia Cochet,  |           |         |

#### Administration ancienne
| Période                                  | Période       | Identité          | Étiquette | Qualité |
| ---------------------------------------- | ------------- | ----------------- | --------- | ------- |
| mars 2001                                | mars 2008     | Claudette Vigneux |           |         |
| mars 2008                                | décembre 2017 | Isabelle Devaux,  |           |         |
| Les données manquantes sont à compléter. |               |                   |           |         |

### Ancienne situation administrative
Jusqu'en 2016 la commune est membre de la communauté de communes Loire Longué, elle-même membre du syndicat mixte Pays des Vallées d'Anjou, puis le 1er janvier 2017 de la communauté d'agglomération Saumur Val de Loire.

## Population et société

### Évolution démographique
L'évolution du nombre d'habitants est connue à travers les recensements de la population effectués dans la commune depuis 1793. Pour les communes de moins de 10 000 habitants, une enquête de recensement portant sur toute la population est réalisée tous les cinq ans, les populations de référence des années intermédiaires étant quant à elles estimées par interpolation ou extrapolation. Pour la commune, le premier recensement exhaustif entrant dans le cadre du nouveau dispositif a été réalisé en 2004.

En 2015, la commune comptait 1 149 habitants, en évolution de −1,12 % par rapport à 2009 (Maine-et-Loire : +2,12 %, France hors Mayotte : +2,11 %).
| 1793  | 1800  | 1806  | 1821  | 1831  | 1836  | 1841  | 1846  | 1851  |
| ----- | ----- | ----- | ----- | ----- | ----- | ----- | ----- | ----- |
| 1 112 | 1 111 | 1 211 | 1 239 | 1 307 | 1 274 | 1 304 | 1 320 | 1 306 |

| 1856  | 1861  | 1866  | 1872  | 1876  | 1881  | 1886  | 1891 | 1896 |
| ----- | ----- | ----- | ----- | ----- | ----- | ----- | ---- | ---- |
| 1 181 | 1 154 | 1 129 | 1 082 | 1 071 | 1 032 | 1 023 | 966  | 918  |

| 1901 | 1906 | 1911 | 1921 | 1926 | 1931 | 1936 | 1946 | 1954  |
| ---- | ---- | ---- | ---- | ---- | ---- | ---- | ---- | ----- |
| 922  | 935  | 891  | 823  | 814  | 858  | 931  | 953  | 1 021 |

| 1962  | 1968  | 1975  | 1982  | 1990  | 1999  | 2004  | 2006  | 2009  |
| ----- | ----- | ----- | ----- | ----- | ----- | ----- | ----- | ----- |
| 1 077 | 1 112 | 1 011 | 1 018 | 1 129 | 1 115 | 1 130 | 1 152 | 1 162 |

| 2014  | 2015  | - | - | - | - | - | - | - |
| ----- | ----- | - | - | - | - | - | - | - |
| 1 146 | 1 149 | - | - | - | - | - | - | - |

### Pyramide des âges
La population de la commune est relativement âgée. Le taux de personnes d'un âge supérieur à 60 ans (22,5 %) est en effet supérieur au taux national (21,8 %) et au taux départemental (21,4 %).
Contrairement aux répartitions nationale et départementale, la population masculine de la commune est supérieure à la population féminine (50,7 % contre 48,7 % au niveau national et 48,9 % au niveau départemental).
La répartition de la population de la commune par tranches d'âge est, en 2008, la suivante :
- 50,7 % d’hommes (0 à 14 ans = 23,8 %, 15 à 29 ans = 12,4 %, 30 à 44 ans = 22,4 %, 45 à 59 ans = 20,4 %, plus de 60 ans = 21,1 %) ;
- 49,3 % de femmes (0 à 14 ans = 21,1 %, 15 à 29 ans = 13,3 %, 30 à 44 ans = 22,5 %, 45 à 59 ans = 19,2 %, plus de 60 ans = 23,9 %).

| Hommes | Classe d’âge | Femmes |
| ------ | ------------ | ------ |
| 0,2    | 90 ans ou +  | 1,0    |
| 7,6    | 75 à 89 ans  | 7,9    |
| 13,3   | 60 à 74 ans  | 15,0   |
| 20,4   | 45 à 59 ans  | 19,2   |
| 22,4   | 30 à 44 ans  | 22,5   |
| 12,4   | 15 à 29 ans  | 13,3   |
| 23,8   | 0 à 14 ans   | 21,1   |

| Hommes | Classe d’âge | Femmes |
| ------ | ------------ | ------ |
| 0,4    | 90 ans ou +  | 1,1    |
| 6,3    | 75 à 89 ans  | 9,5    |
| 12,1   | 60 à 74 ans  | 13,1   |
| 20,0   | 45 à 59 ans  | 19,4   |
| 20,3   | 30 à 44 ans  | 19,3   |
| 20,2   | 15 à 29 ans  | 18,9   |
| 20,7   | 0 à 14 ans   | 18,7   |

### Vie locale
En mai 2012, un club de rugby voit le jour, le Rugby club de St Martin.

## Économie
Sur 90 établissements présents sur la commune à fin 2010, 27 % relevaient du secteur de l'agriculture (pour une moyenne de 17 % sur le département), 4 % du secteur de l'industrie, 14 % du secteur de la construction, 46 % de celui du commerce et des services et 9 % du secteur de l'administration et de la santé.

## Culture locale et patrimoine

### Lieux et monuments
- Le château de Boumois, des XVe et XVIe siècles, classé aux Monuments historiques[18] ;
- Le château de La Poupardière, des XVe au XXe siècle, sur l'Authion[19] ;
- L'église Saint-Martin, du XVIIe siècle, inscrite aux Monuments historiques[20] ;
- Le manoir de Villeneuve, des XVIe, XVIIIe et XIXe siècles[21] ;
- Le prieuré de la Madeleine de Boumois, du XIIe siècle, inscrit aux Monuments historiques[22] ;
- La statue d'Aristide Aubert du Petit-Thouars, monument illustrant la tragédie du Tonnant, dû au sculpteur Alfred Benon qui est inhumé dans le cimetière de la commune.

### Personnalités liées à la commune
- Louis-Marie Aubert du Petit-Thouars (1758-1831), botaniste français, né sur la commune au château de Boumais.
- Aristide Aubert du Petit-Thouars (1763-1798), officier de marine français du XVIIIe siècle, né sur la commune au château de Boumais.